# 照夜白圖
《照夜白圖》是唐朝畫馬名家韩幹的一幅作品。畫中所繪的是唐玄宗的坐騎“照夜白”。

## 描述
在唐玄宗将义和公主嫁給大宛的寧遠國王之後，宁远国王回贈两匹汗血宝马，玄宗為其取名“玉花骢”和“照夜白”。畫中的照夜白系木桩之上，但昂首嘶鸣，似乎是要掙脫韁繩。其線條简练，马身微染，表現了雄骏的神态。画中的马没有尾巴，因此可能此圖曾經受損，經過後人修補而非原圖。
此畫右上角有南唐後主李煜题的“韩幹画照夜白”六字以及他的花押，最左邊有墨筆“彦远”，為唐朝张彦远所题，左下角是米芾题字，盖有朱印“平生真赏”，此外還有乾隆題詩、向子諲題款、吳說題款、危素題詩、揭汯題詩、張繼先（未詳何人）題詩、莫士安題詩、楚惟善題款、蓋苗題詩、鄭桂高題詩、曾魯題詩、林唐臣題詩、徐尊生題詩、章師孟題詩、沈德潛題詩、丁振鐸和陸潤庠題款。章則有“恭亲王章”、“溥儒鉴定书画家藏印”、“石渠寶笈”等等數十餘。
此畫原為清宮舊藏，晚清時期流出。恭亲王奕訢之孙溥伟为了籌措复辟資金，開始變賣府中包括此圖在內珍寶，此時《照夜白圖》出現於其府中。1930年代日軍侵華時，英国收藏家戴维德托上海古董商叶叔重前往北京，從溥伟手中買下《照夜白图》。期間张伯驹試圖將其截下，但以失敗告終，他曾在回憶錄中写道：“余在上海闻溥伟所藏韩幹《照夜白图》卷，为沪叶某买去。时宋哲元主政北京，余急函声述此卷文献价值之重要，请其查询，勿任出境。比接复函，已为叶某携走，转售英国”。幾番輾轉之後，1977年《照夜白图》由迪隆基金会（The Dillon Fund）捐给纽约大都会艺术博物馆。